# Gatifloxacină
Gatifloxacina este un antibiotic din clasa fluorochinolonelor de generația a 4-a, care este utilizată în tratamentul infecțiilor bacteriene localizate la nivelul ochilor (conjunctivită bacteriană). Calea de administrare este oftalmică.
Molecula a fost patentată în 1986 și a fost aprobată pentru uz medical în anul 1999.